# Del City
Del City è una città degli Stati Uniti, situata nella contea di Oklahoma nello Stato dell'Oklahoma.